# Dipsadoboa viridis
Dipsadoboa viridis — вид змій родини полозових (Colubridae). Мешкає в Західній і Центральній Африці.

## Підвиди
Виділяють два підвиди:
- Dipsadoboa viridis gracilis Laurent, 1956;
- Dipsadoboa viridis viridis (Peters, 1869).

## Поширення і екологія
Dipsadoboa viridis мешкають в Гвінеї, Ліберії, Кот-д'Івуарі, Гані, Нігерії, Камеруні, ЦАР, Екваторіальній Гвінеї, Габоні, Республіці Конго, Демократичній Республіці Конго, Руанді і Бурунді. Вони живуть в густих первинних тропічних лісах, трапляються на плантаціях бананів і какао. Зустрічаються на висоті до 1400 м над рівнем моря. Ведуть нічний, деревний спосіб життя. Живляться амфібіями, геконами, птахами та їх яйцями, відкладають яйця, в кладці від 3 до 5 яєць.